# Wola Polska (powiat miński)
Wola Polska – wieś sołecka w Polsce położona w województwie mazowieckim, w powiecie mińskim, w gminie Jakubów.
Wierni Kościoła rzymskokatolickiego należą do parafii Trójcy Świętej w Wiśniewie, a wierni Kościoła Starokatolickiego Mariawitów do parafii Trójcy Przenajświętszej w Wiśniewie. 
W latach 1975–1998 miejscowość należała administracyjnie do województwa siedleckiego.